# Квітососові
Квітососові (Erebidae) — родина совкоподібних метеликів, яка колись розглядалась у ранзі підродини Erebinae у родині Совки (Noctuidae), а також представників колишніх родин Arctiidae та Lymantriidae. Дана класифікація не є загальноприйнятою, тому більшість джерел використовують стару систематику. Родина містить понад 24 650 видів, що поширені по всьому світі.

## Підродини
- Aganainae[en]
- Anobinae[en]
- Arctiinae — ведмедиці
- Boletobiinae
- Calpinae[en]
- Erebinae — стрічкарки
- Eulepidotinae[en]
- Herminiinae — совки-п'ядуни
- Hypeninae[en]
- Hypenodinae[en]
- Hypocalinae[en]
- Lymantriinae
- Pangraptinae[en]
- Rivulinae[en]
- Scolecocampinae[en]
- Scoliopteryginae[en]
- Tinoliinae[en]
- Toxocampinae[en]